# Lessing und Dorn
Die fiktiven Kriminalkommissare Lessing und Dorn waren die Hauptfiguren der von 2013 bis 2021 in Weimar spielenden Folgen der ARD-Fernsehreihe Tatort, die vom MDR produziert wurden. Christian Ulmen und Nora Tschirner spielen die Hauptrollen.

## Hintergrund
Der MDR kündigte Anfang 2012 an, ein neues Ermittlerteam in Thüringen zu etablieren. Thüringen war bis dahin das einzige Bundesland ohne Tatort- oder Polizeiruf-110-Team.
Zur Entwicklung von Konzepten für das neue Team startete der MDR eine Internet-Ausschreibung für Produktionsunternehmen, die sich mit ihren Ideen präsentieren konnten. Aus über einhundert Ideen zu Ort und Konzept des neuen Tatort-Teams wurde schließlich das Konzept der in Köln und München ansässigen Produktionsgesellschaft FFP New Media und von Regisseur und Autor Thomas Bohn um die Ermittler Funck, Schaffert und Grewel gewählt, die in Erfurt ermitteln sollten. Die in der Ausschreibung unterlegene Idee des Drehbuchautors Murmel Clausen und der Münchner Produzenten Wiedemann & Berg Television zu einem Weimarer Tatort mit der Besetzung Ulmen/Tschirner gefiel den MDR-Verantwortlichen aber so gut, dass man einen einmaligen „Eventfilm“ für die Ausstrahlung am zweiten Weihnachtstag 2013 produzieren ließ. Der MDR kündigte noch vor der Erstausstrahlung an, die Reihe fortzusetzen. Die Dreharbeiten zum zweiten Film fanden im August 2014 in Weimar und Umgebung statt, die Ausstrahlung folgte, wiederum als Event, am Neujahrstag 2015. Ein dritter Film wurde 2015 produziert und am 24. April 2016 ausgestrahlt.
Nach Presseberichten über einen Ausstieg Ulmens aus der Reihe und nachdem Kommissar Lessing im elften Fall Der feine Geist den Serientod stirbt, blieb die Fortführung des Weimarer Tatorts zunächst offen. „Wir warten jetzt die Wirkung des Films ab und entscheiden dann, wie wir das Format weiterentwickeln“, teilte die Pressestelle des MDR mit. „Der Tod unseres Kommissars Lessing und die Fortführung seiner Figur als Geist war ein kreativer Vorschlag von Christian Ulmen.“ Für 2021 waren COVID-19-Pandemie-bedingt keine Dreharbeiten geplant. Nora Tschirner, Arndt Schwering-Sohnrey und Thorsten Merten bekundeten zunächst, für weitere Produktionen zur Verfügung zu stehen.
In einem Interview zeigte sich Christian Ulmen im August 2021 von einer Zukunft des Tatort-Schauplatzes Weimar überzeugt, allerdings ohne ihn und Tschirner, die seinen Plan, Lessing als Geist weiter auftauchen zu lassen, unversehens nicht mehr habe leiden können. Nora Tschirner bestätigte daraufhin ihren Ausstieg aus der Reihe.

## Figuren aus den Weimarer Tatort-Folgen

### Lessing

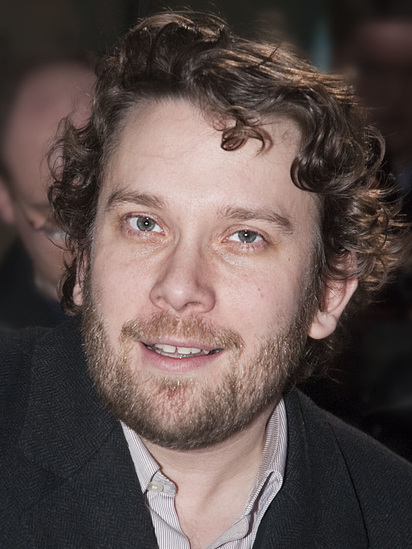
Christian Ulmen spielt KHK Lessing

Christian Ulmen spielt den Kriminalhauptkommissar Lessing, dessen Vorname vorerst unbekannt bleibt und der selbst von seiner Partnerin Kira Dorn nur beim Nachnamen gerufen wird. Lessing ist ein smarter Ermittler, mit einem ausgeprägten Sinn für tiefsinnigen, trockenen Humor und lässt öfter seine literarische Bildung aufscheinen.
Lessing ist aus Hamburg nach Weimar versetzt worden; hier soll er sich von einem Burn-out erholen. In der Hansestadt hat er als Kriminalbeamter vieles gesehen und erlebt: Nach sechs Jahren in der Abteilung für Drogenkriminalität war er für den KDD – den Kriminaldauerdienst – tätig. Es gibt kaum ein Gewaltverbrechen, mit dem sich Lessing nicht hätte auseinandersetzen müssen. Der andauernde Stress und Druck haben schließlich an den Nerven des ehrgeizigen Ermittlers gezerrt. Von seinem Neuanfang im beschaulichen Thüringen erhofft sich der gestresste Fahnder Genesung. Sein neuer Chef Kurt Stich, der über die Gerüchteküche im Kollegium von Lessings Burn-out-Syndrom erfahren hat, empfängt ihn freundlich. In Wirklichkeit ist Lessing in einer Beziehung mit Kira und Vater des zu Anfang ungeborenen Kindes.
Kommissar Lessing ist neugierig, ihn interessiert vor allem das „Sprachprofiling“. Er hat einen schnellen, analytischen Verstand und ist stets auf der Suche nach neuen Erkenntnissen und Ideen. Entsprechend offen begegnet er seinen Mitmenschen. Frauen schätzen ihn, weil er ein Mann ist, der wirklich gut zuhören kann und Interesse an seinem Gegenüber zeigt. Der Fahnder hat ein großes Einfühlungsvermögen.
Bei seiner Ermittlungsarbeit kommt ihm sein Blick für die Details zugute. Hauptkommissar Lessing ist in der Lage, die Puzzleteile eines Falls in Ruhe zu betrachten, daraus die richtigen Schlüsse zu ziehen und die Teile zu einem stimmigen Gesamtbild zusammenzusetzen – und den Fall zu lösen. Niemals würde er einer Spur allein aus dem Bauch heraus folgen.
Lessing wird in der 11. Folge Der feine Geist im Einsatz erschossen, ist aber in derselben Folge immer wieder für Dorn, seinen Sohn und für manche Kollegen als Geist zu sehen.

### Kira Dorn

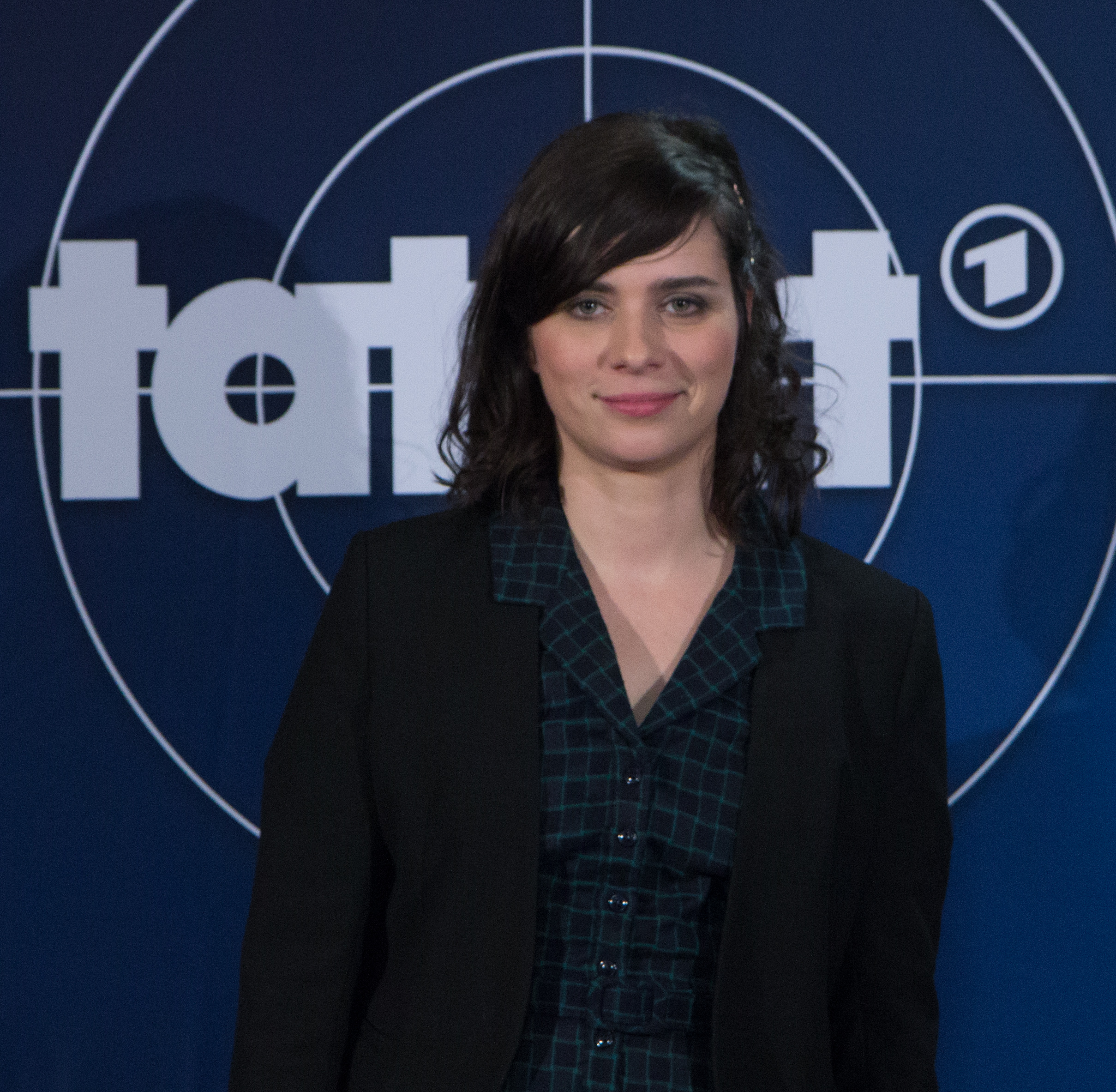
Nora Tschirner spielt KHK Kira Dorn

Nora Tschirner spielt die Kriminalkommissarin Kira Dorn, die – anders als Lessing – kein Kopf-, sondern ein Bauchmensch ist. So überlegte sie kurzzeitig auch, in die USA auszuwandern, um dort bei der New Yorker Polizei zu arbeiten. Sie ist immer aktiv, beinahe unruhig. Mit Kommissar Lessing teilt sie den Sinn für Humor; die Weimarerin verfügt über eine große Portion Sarkasmus. Dass Lessing mit ihrer Schlagfertigkeit umzugehen weiß, beeindruckt sie insgeheim, denn nicht viele Männer können das.
Wie Lessing ist auch Dorn intelligent, analysiert schnell die Sachverhalte eines Falls – und handelt sofort, ganz ihrem Bauchgefühl folgend. Privat ist die Kommissarin weitaus zurückhaltender. Im ersten Fall Die Fette Hoppe, als sie den Hamburger Kollegen Lessing vorgeblich erst kennenlernt, ist Dorn im sechsten Monat schwanger, doch Nachfragen zum Vater ihres Kindes verbittet sie sich. Sie erwartet aufgrund ihrer Schwangerschaft keine Sonderbehandlung; ihrem Vorgesetzten Kurt Stich gibt sie unmissverständlich zu verstehen, dass sie bis zum gesetzlichen Mutterschutz voll einsatzfähig sei.
In späteren Folgen besucht Dorns und Lessings gemeinsames Kind einen Kindergarten, sodass sie weiter gleichzeitig mit Lessing arbeiten kann.
Lessings Tod schockiert Dorn sehr und sie verdrängt seinen Tod zwei Tage lang, bis die Kollegen Lessing in der Höhle finden und bergen. Davor und danach „erscheint“ er ihr als Geist, der sie bei der Falllösung berät und mit dem Tod weiser geworden zu sein scheint.

### Weitere Figuren
- Kurt Stich, gespielt von Thorsten Merten, Kommissariatsleiter und Vorgesetzter der beiden Kommissare
- Ludwig Maria Pohl (genannt „Lupo“), gespielt von Arndt Schwering-Sohnrey, Schutzpolizist
- Dr. Seelenbinder, gespielt von Ute Wieckhorst, Rechtsmedizinerin

## Fälle
| Fall | Titel                 | Erstausstrahlung | Folge | Drehbuch                         | Regie              | Reichweite |
| ---- | --------------------- | ---------------- | ----- | -------------------------------- | ------------------ | ---------- |
| 01   | Die Fette Hoppe       | 26. Dez. 2013    | 0891  | Murmel Clausen, Andreas Pflüger  | Franziska Meletzky | 8,03 Mio.  |
| 02   | Der Irre Iwan         | 1. Jan. 2015     | 0929  | Murmel Clausen, Andreas Pflüger  | Richard Huber      | 8,87 Mio.  |
| 03   | Der treue Roy         | 24. Apr. 2016    | 0984  | Murmel Clausen, Andreas Pflüger  | Gregor Schnitzler  | 9,85 Mio.  |
| 04   | Der scheidende Schupo | 5. Feb. 2017     | 1010  | Murmel Clausen, Andreas Pflüger  | Sebastian Marka    | 9,22 Mio.  |
| 05   | Der wüste Gobi        | 26. Dez. 2017    | 1040  | Murmel Clausen, Andreas Pflüger  | Ed Herzog          | 5,92 Mio.  |
| 06   | Der kalte Fritte      | 11. Feb. 2018    | 1047  | Murmel Clausen                   | Titus Selge        | 9,79 Mio.  |
| 07   | Die robuste Roswita   | 26. Aug. 2018    | 1064  | Murmel Clausen, Andreas Pflüger  | Richard Huber      | 8,57 Mio.  |
| 08   | Der höllische Heinz   | 1. Jan. 2019     | 1078  | Murmel Clausen, Andreas Pflüger  | Dustin Loose       | 7,10 Mio.  |
| 09   | Die harte Kern        | 22. Sep. 2019    | 1103  | Sebastian Kutscher, Deniz Yildiz | Helena Hufnagel    | 8,53 Mio.  |
| 10   | Der letzte Schrey     | 1. Juni 2020     | 1134  | Murmel Clausen                   | Mira Thiel         | 7,61 Mio.  |
| 11   | Der feine Geist       | 1. Jan. 2021     | 1151  | Murmel Clausen                   | Mira Thiel         | 8,89 Mio.  |

## Auszeichnungen
Nora Tschirner wurde 2015 mit dem österreichischen Fernseh- und Filmpreis Romy in der Kategorie Beliebteste Schauspielerin Serie/Reihe für ihre Rolle der Kriminalkommissarin Kira Dorn ausgezeichnet.